# Полидори, Фрэнсис

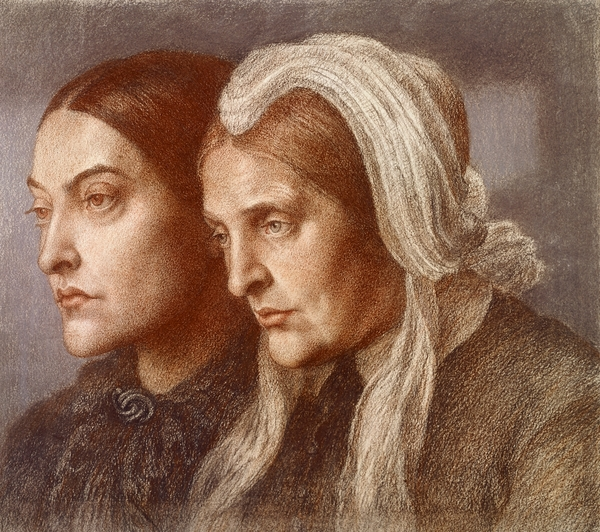
Портрет Кристины Россетти и Фрэнсис Полидори Россетти, написанный Данте Габриэлем Россетти

Фрэнсис Мэри Лавиния Полидори, позднее Россетти, (англ. Frances Mary Lavinia Polidori Rossetti; 27 апреля 1800 — 8 апреля 1886) более известна благодаря своим родственным связям, чем собственным заслугам, в частности, двое её сыновей были сооснователями Братства прерафаэлитов, а дочь стала известным поэтом.

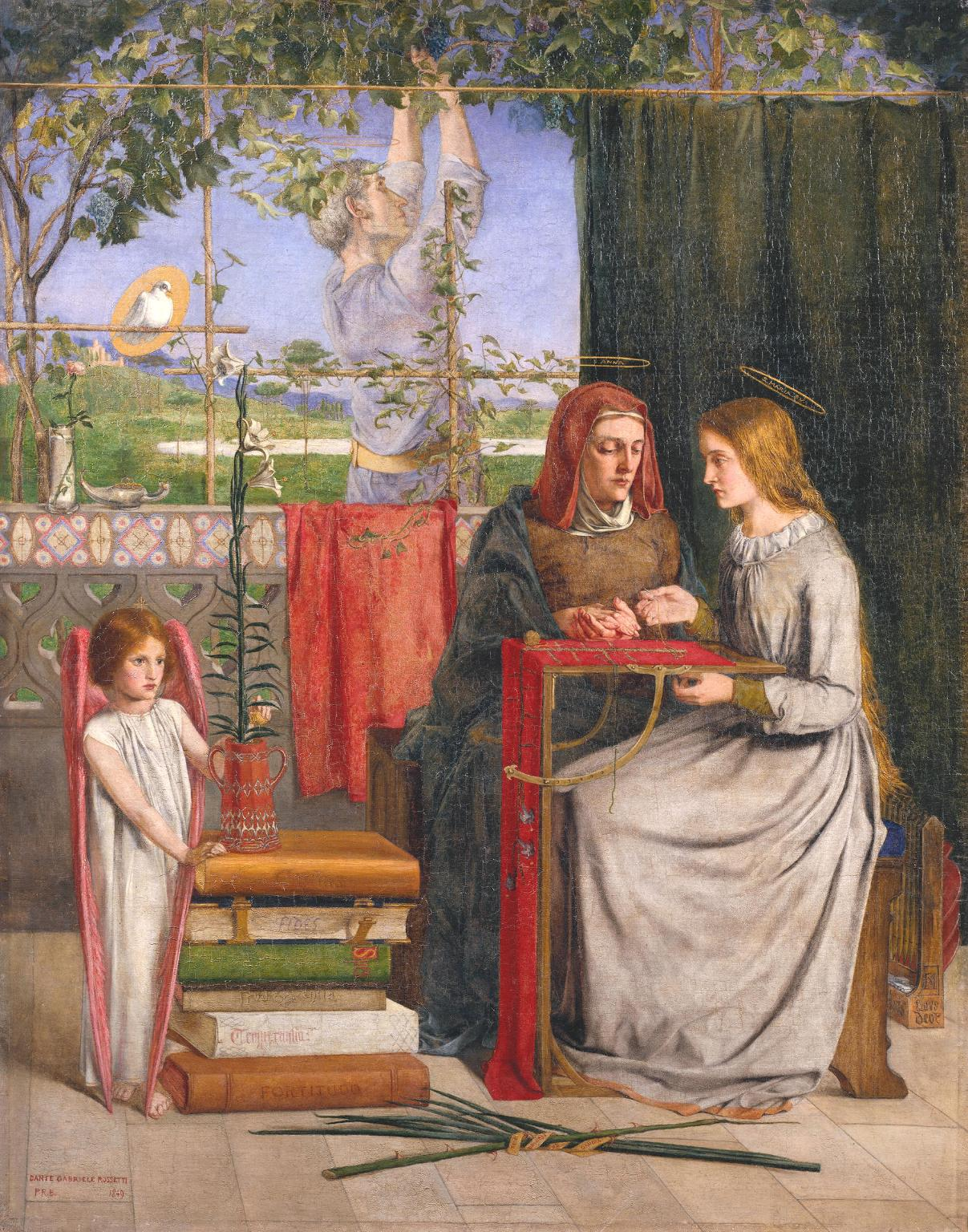
«Юность Девы Марии»

Отцом Фрэнсис был итальянский изгнанник Гаэтано Полидори, а братом — Джон Полидори, автор «Вампира» и врач лорда Байрона. Сама она была убеждённая англиканка, но вышла замуж за католика и итальянского иммигранта Габриэля Россетти. После его смерти она сразу же сожгла все оставшиеся экземпляры его книги «Il Mistero dell' Amor Platonico del Medio Evo».
Её старшая дочь Мария написала книгу о Данте Алигьери и позднее стала англиканской монахиней.
Её два сына Габриэль Чарльз Данте (позднее известный как Данте Габриэль Россетти) и Уильям Майкл были сооснователями Братства прерафаэлитов. Уильям Майкл редактировал дневник своего дядя Джона Полидори. Фрэнсис позировала Габриэлю для его ранних картин, например, для «Юности Девы Марии», где она послужила основой для образа Святой Анны.
Её младшая дочь Кристина Джорджина стала знаменитой как поэт и наиболее известна своей поэмой «Базар гоблинов».
Фрэнсис умерла в 1886 году и была похоронена на семейном участке на Хайгейтском кладбище.